# Maserati MC12
Der Maserati MC12 ist ein italienischer Supersportwagen von Maserati und technisch eng verwandt mit dem Ferrari Enzo Ferrari, da Maserati während der Entwicklung des MC12 mit Ferrari zusammenarbeitete. Der Motor des MC12 basiert auf dem des Ferrari Enzo, hat jedoch 20 kW (27 PS) weniger, weil der leichtere und aerodynamisch günstiger gestaltete MC12 sonst bessere Fahrleistungen als der Enzo gehabt hätte.

## Modellgeschichte
Er wurde als Homologationsmodell für die FIA-GT-Meisterschaft in einer auf 50 limitierten Stückzahl aufgelegt. MC12 steht für Maserati Corse 12-Zylinder.
Ursprünglich sollten nur 25 Fahrzeuge gebaut werden. Damit wäre das Reglement der FIA-GT-Meisterschaft erfüllt worden, das für ein neues Fahrzeug der GT1-Kategorie (größte Sportwagenklasse) eine Produktion von mindestens 25 straßenzugelassenen Fahrzeugen vorsieht. Diese 25 Fahrzeuge waren Ende 2004 fertiggestellt und zu diesem Zeitpunkt bereits alle verkauft. Allerdings gab es noch genügend potenzielle Kunden, sodass Maserati wegen der hohen Nachfrage noch 25 weitere Fahrzeuge auflegte.
Ursprünglich sollte es die Straßenversion nur in Perlmuttweiß mit blauen Schwellern geben. Diese Lackierung soll an alte Maserati-Rennwagen aus den 1950er-Jahren erinnern. Einige Kunden konnten jedoch auf Maserati einwirken und so sind vier Wagen in anderen Farben bekannt: einer in Silber, einer in Dunkelgrau, einer in Dunkelblau und einer in Orange.

## Sondermodelle

### MC12 GT1

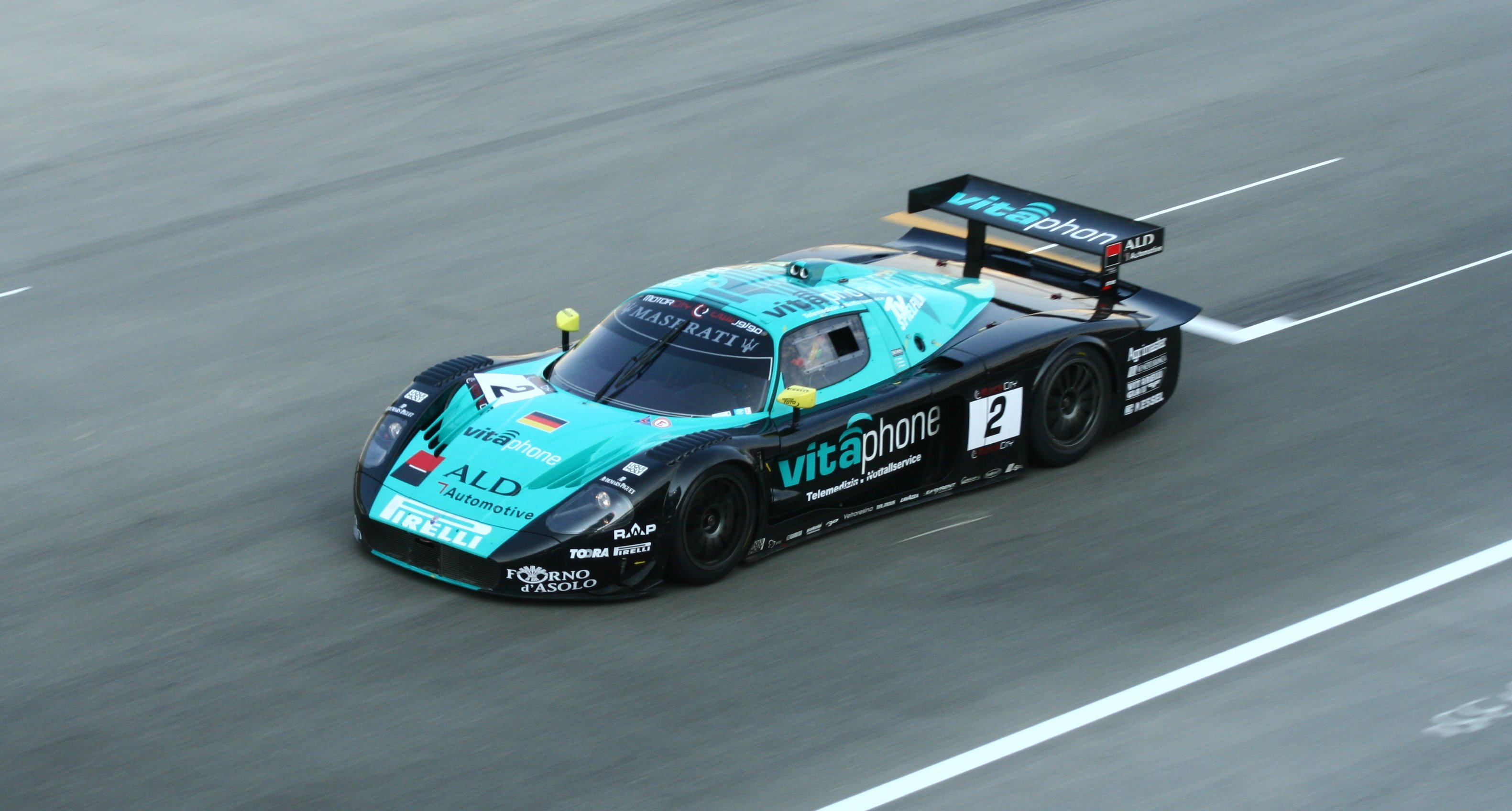
Maserati MC12 GT1 bei der FIA-GT-Meisterschaft 2006

Die Rennversion Maserati MC12 GT1 gewann in der Saison 2005 dank ihrer technischen Überlegenheit (die Serienversion leitet sich vom Rennmodell ab, bei den meisten Konkurrenten verhält es sich umgekehrt) deutlich die FIA-GT-Weltmeisterschaft in ihrer Klasse.
Auch in der Saison 2006 war Maserati mit dem Vitaphone Racing Team um Michael Bartels und Andrea Bertolini wieder ganz vorne dabei. Sie gewannen sowohl die Team- als auch die Fahrerwertung. Im August gewannen sie zum wiederholten Mal das 24-Stunden-Rennen von Spa-Francorchamps und konnten in diesem Jahr sogar den Rekord für die am meisten zurückgelegten Rennkilometer seit 83 Jahren einstellen.

### MC12 Versione Corse

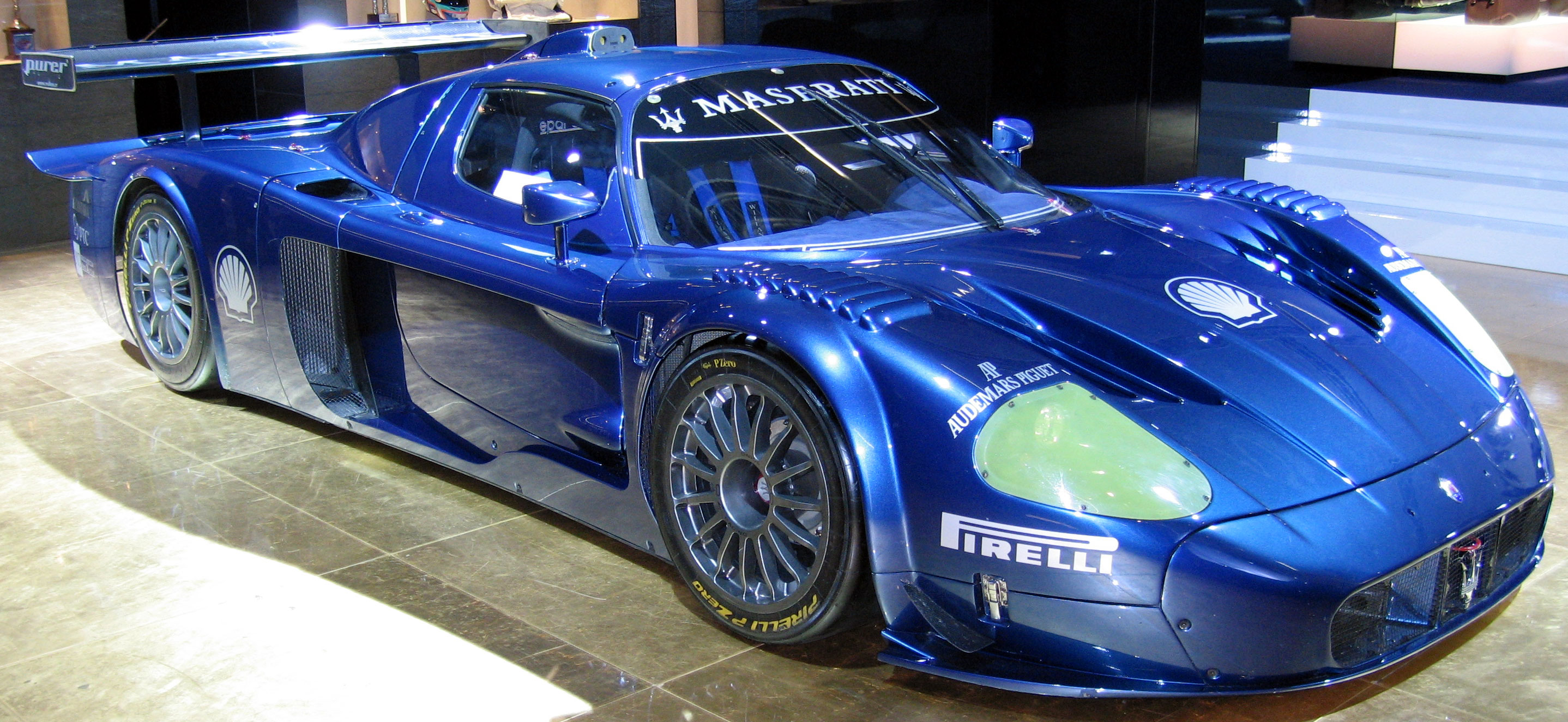
Maserati MC12 Versione Corse

Im Jahr 2006 wurde ein Sondermodell MC12 Versione Corse herausgebracht, das vom Rennwagen MC12 GT1 abgeleitet ist.

## Technische Daten
| Motorbauart:                 | 12-Zylinder-V-Mittelmotor    |
| Einbaulage                   | längs                        |
| Hubraum:                     | 5998 cm³                     |
| Bohrung × Hub:               | 92 × 75 mm                   |
| Verdichtung                  | 11,2 : 1                     |
| Leistung:                    | 465 kW (632 PS) bei 7500/min |
| Drehmoment:                  | 652 Nm bei 5500/min          |
| Kraftübertragung             |                              |
| Antrieb                      | Hinterrad                    |
| Getriebe                     | 6-Gang sequenziell           |
| Fahrleistungen               |                              |
| Beschleunigung (0–100 km/h): | 3,8 s                        |
| Beschleunigung (0–200 km/h): | 11 s                         |
| Höchstgeschwindigkeit        | 345 km/h                     |
| Verbrauch:                   | 36,3 l/100 km                |
| Abmessungen                  |                              |
| Tankinhalt:                  | 115 l                        |
| Radstand:                    | 2800 mm                      |
| Spurweite vorn/hinten:       | 1660/1650 mm                 |
| Leergewicht:                 | 1335 kg                      |

## Zulassungszahlen
In Deutschland wurden 2005 und 2006 jeweils vier und 2007 ein Maserati MC12 neu zugelassen.
|  |

|  |

|  |

|  |

|  |

|  |

|  |

|  |

|  |

|  |

|  |

|  |

|  |

|  |

|  |

|  |

|  |

|  |

|  |

|  |

|  |

|  |

|  |

|  |

|  |

|  |

|  |

|  |

|  |

|  |

|  |

|  |

|  |

|  |

|  |

|  |

|  |

|  |

|  |

|  |

|  |

|  |

|  |

|  |

|  |

|  |

|  |

|  |

|  | Maserati MC12 (9) |

|  | Maserati MC12 (9) |